# NXT女子北米王座
NXT女子北米王座（NXTじょしほくべいおうざ、NXT Women's North American Championship）は、アメリカ合衆国のプロレス団体であるWWEのNXTにおける王座の一つである。

## 歴史
WWEの育成ブランドであるNXTのレッスルマニア・ウィーク大会である2024年4月6日のスタンド＆デリバーで、同ブランドのゼネラル・マネージャーであるエイバ（シモーネ・ジョン）からNXT女子北米王座が発表された。これは男子のNXT北米選手権に相当するもので、WWE初の女子セカンダリー選手権となる。初代王座決定戦は6月9日にUFC APEXで開催のNXTバトルグラウンドで行う。

## ベルトのデザイン
チャンピオンベルトは、小さい白いストラップではあるが、男子NXT北米王座のものと同じであり、メインプレートの「North American」のバナーのすぐ上に「Women's」と書かれた小さなバナーも特徴である。他のWWEチャンピオンベルトと同様に、2つのサイドプレートは、チャンピオンのロゴでカスタマイズできる取り外し可能な中央部分を備えている。